# Lucia Elizabeth Vestris
Lucia Elizabeth Vestris, född 1797, död 1856, var en brittisk skådespelare, operasångare och teaterdirektör.  Hon var direktör för Olympic Theatre i London från 1830. Hon var en framgångsrik scenartist och känd för sina kontroversiella byxroller och Mozarttolkningar, men hon är främst berömd som teaterdirektör, då hon under sin tid som direktör för Olympic producerade en rad berömda föreställningar inom genren burlesk och extravaganza, ofta skrivna av James Planché.